# Albany, New York
Albany este un oraș, sediul comitatului omonim, precum și capitala statului New York al Statelor Unite ale Americii. Conform recensământului din anul 2000 (vezi Census 2000 al Biroului de recensăminte al SUA), avea o populație de 95.658 de locuitori.

## Personalități născute aici
- Elizabeth Schuyler Hamilton (1757 - 1854), femeie mondenă, filantrop;
- Joseph Henry (1797 - 1878), om de știință;
- Philip Sheridan (1831 - 1888), general;
- Charles Fort (1874 - 1932), scriitor;
- Edward McCartan (1879 - 1947), sculptor;
- Leslie Groves (1896 - 1970), ofițer;
- Marion Zimmer Bradley (1930 - 1999), scriitoare;
- Jim Kaler (1938 - 2022), astronom, scriitor științific;
- William Devane (n. 1939), actor;
- John McTiernan (n. 1951), regizor;
- Paul Krugman (n. 1953), economist, eseist evreu;
- Jeff Spear (n. 1988), scrimer.

## Orașe înfrățite
- Nassau, Bahamas
- Nijmegen, Olanda
- Québec, Canada
- Tula, Rusia